# Granulometrijski sastav
Granulometrijski sastav (kasnolat. granulum: zrnce + grč. μέτρον: mjera), u graditeljstvu, je pokazatelj masenog udjela pojedinih frakcija (dio neke smjese) zrna u tlu ili kakvom zrnatom materijalu, a koje obuhvaćaju sva zrna određenog promjera. Osobito je važan pri odabiru mineralnog agregata (na primjer šljunak, tucanik) koji će se ugraditi u betonsku smjesu, jer pravilna (odgovarajuća) zastupljenost zrna svih veličina osigurava dobru popunjenost šupljina. Određuje se sijanjem za krupnozrnate materijale (zrna promjera većega od 0,06 mm), te areometriranjem za sitnozrnata tla. Sijanjem uzorka tla kroz niz sita sve manjih otvora, važe se ostatak uzorka na svakom situ i određuju maseni udjeli pripadajućih frakcija. Granulometrijski sastav prikazuje se grafom na kojem je na apscisi promjer oka sita u logaritamskome mjerilu, a na ordinati maseni udio zrna što prolaze kroz sito određena promjera oka. Postupak areometriranja zasniva se na postupnom odvajanju (separaciji) zrna pojedinih frakcija u isprva jednoličnoj suspenziji razmućena tla u vodi. Mjerenjem gustoće suspenzije areometrom u određenim vremenskim razmacima određuje se granulometrijska krivulja.